# Eltingville (cómics)
Eltingville (también conocido como The Eltingville Club ) es el nombre que recibe una serie de cómics creados por Evan Dorkin . La serie se publicó en sus cómics Dork y House of Fun antes de recibir una edición de dos números a través de Dark Horse Comics en 2014. Eltingville fue adaptado como piloto para el bloque de programación Adult Swim de Cartoon Network en 2002, pero no fue elegido para una serie oficial. La serie ha ganado tres premios Eisner, comenzando con la historia de 1995 Bring Me the Head of Boba Fett .  Para el título de la serie, Dorkin eligió nombrarla Eltingville en honor a Eltingville, Staten Island, donde trabajó intermitentemente en una tienda de cómics durante seis años. 

## Sinopsis
Los cómics de Eltingville siguen a un grupo de cuatro adolescentes (Bill, Pete, Josh y Jerry) en Eltingville, Staten Island, quienes están interesados en varios elementos de la cultura geek, y cada miembro muestra un interés específico en un área. Dorkin ha descrito a los personajes como "cuatro adolescentes mayores que son fanáticos, y posiblemente sean algunos de los peores fanáticos que hayan existido jamás".  La serie coloca a los personajes en varios escenarios que Dorkin utiliza para parodiar estereotipos y situaciones comunes que él u otros han encontrado en el fandom de los cómics y la comunidad geek.  

## Personajes
William "Bill" Dickey: Bill es el líder de facto del cuarteto y se muestra muy interesado en los cómics, las series y películas de ciencia ficción. Tiene una personalidad extremadamente autoritaria y es muy detestado por sus compañeros, incluyendo a los demás miembros del Club Eltingville. En "Este Fanático, Este Monstruo", lo contratan para trabajar en la tienda de cómics local, Joe's Fantasy World, y rápidamente se deja llevar por el poder, lo que resulta en la destrucción de la tienda. Es de complexión media, cabello castaño claro y usa gafas. En la serie de cómics, se menciona que tiene un hermano menor, pero en el piloto su hermano es reemplazado por una hermana menor, Jane. Con frecuencia se ha insinuado que Bill es el más sádico y sociópata de los cuatro, ya que intentó asesinar a todo su club y a Joe incendiando su tienda en un ataque de locura. Durante el último número de los cómics, se muestra que Bill ha logrado una transición fallida a la edad adulta, ya que aún vive en casa de su madre, es virgen, ha tenido al menos un negocio fallido y es más desagradable que antes, ya que su amargura hacia la vida y las mujeres ha deformado aún más su personalidad.
Joshua "Josh" Levy: Josh es un adolescente judío con sobrepeso, gafas y cabello castaño oscuro, muy interesado en películas, libros y series de ciencia ficción, especialmente en todo lo relacionado con Star Wars. Es uno de los principales antagonistas de Bill en la serie y ambos suelen pelearse, ya sea verbal o físicamente, lo que termina con Pete, Jerry o ambos rompiendo. Dorkin ha declarado que Josh es una combinación de dos personas que conoce.[1] Se da a entender que tiene una madre enferma, ya que toma medicamentos fuertes y tiene antecedentes de ataques cardíacos. De adulto, Josh trabaja para un sitio web de noticias de cómics, con la esperanza de que le sirva de trampolín para convertirse en escritor, a pesar de que sus obras de ficción son rechazadas repetidamente por editoriales y su antiguo profesor universitario.
Peter "Pete" DiNunzio: A Pete le interesa principalmente el terror. Está inspirado en un amigo de Dorkin, así como en un "cierto tipo de residente de Staten Island".[1] Pete tiene el pelo negro, es más bajo que sus compañeros, suele llevar una gorra de béisbol al revés y, por lo demás, tiene una complexión promedio. Pete es italoamericano y, según se menciona en los cómics, tiene una hermana menor y varios hermanos mayores. En el último número, Pete es un adulto casi calvo que ha encontrado trabajo como miembro de un equipo de rodaje especializado en la creación de porno de terror, un puesto que utiliza con frecuencia para explotar a actrices desesperadas.
Jerry Stokes Jr.: Jerry es más retraído y tranquilo que sus compañeros y le interesan los juegos de rol de fantasía y los juegos de rol en general. Su comportamiento dócil provoca cierto disgusto entre sus compañeros de club, como se evidencia en "Este Fanático, Este Monstruo", donde Pete usa términos de juego para insultarlo y Bill luego despotrica que Jerry nunca ha realizado ninguna de sus "tiradas de salvación". Jerry está basado en varias personas diferentes.[1] Jerry tiene un peso y una estatura promedio, y cabello rubio. Tiene la costumbre de imitar a Twiki y parece ser pacifista. Se dice que el verdadero nombre de Jerry es Jerome, pero en "Este Fanático, Este Monstruo", su verdadero nombre es Gerald. Al final de la serie, Jerry se muestra como el más exitoso del antiguo club, ya que ha encontrado trabajo como jugador profesional de Magic: The Gathering, tiene una autoestima mucho mayor y está saliendo con una hermosa y popular corresponsal de cultura pop y friki. En el epílogo, pretendía reunir a los antiguos miembros de su club en la Comic Con y recomponer su amistad, pero después de que Bill causara un alboroto y revelara que arruinó su oportunidad de encontrar el amor con su amor de la infancia y que los demás estaban peor que antes, finalmente se hartó y, furioso, les dijo que hicieran lo que quisieran y que ya no le importaba lo que les pasara. Luego se marchó, rompiendo definitivamente los lazos con ellos y eliminándolos de su vida.
Joe Gargagliano: Joe es un hombre adulto con sobrepeso y desaliñado, dueño del Mundo de Fantasía de Joe. Se muestra poco o nada moral a la hora de vender artículos y maltrata con frecuencia a sus clientes. [2] También tiene un libro con apodos para diferentes clientes, incluido el Club Eltingville. Al final de Este Fan, Este Monstruo, la tienda de cómics de Joe es destruida en un incendio.
- Premio Eisner al mejor relato corto por Bring Me the Head of Boba Fett (1996, ganado) [1]
- Premio Eisner al mejor relato corto por The Marathon Men (1998, ganado) [5]
- Premio Eisner al mejor relato corto por The Intervention (2002, ganado) [6]

## Historial editorial
La primera historia de Eltingville fue una tira sin título que se publicó en el primer número de Instant Piano en 1994. Dorkin inicialmente tenía la intención de que la tira fuera un one-shot, pero decidió seguir escribiendo historias con la temática de Eltingville debido a la respuesta de los lectores y su propio disfrute del cómic.  Las siguientes historias se publicaron a través de varias publicaciones diferentes, como Dork, House of Fun y Dark Horse Presents . Eltingville se publicó en el Reino Unido en Deadline así como en España, donde se publicaron tiras en la revista en español El Vibora y una colección de las tiras se publicó en 2007 como El Club Eltingville De Comics, Ciencia-Ficcion, Fantasía, Terror y Juegos de Rol .  
1. Primera tira sin título ( Instant Piano #1, Dark Horse Comics, 1994 - Reimpresa en Dork #6)
2. Tráeme la cabeza de Boba Fett ( Instant Piano #3, Dark Horse Comics, 1995 - Reimpreso en Dork #6)
3. Pan y mamadas ( Dork #3, SLG Publishing, 1995)
4. Los hombres del maratón ( Dork #4, SLG Publishing, 1997)
5. Bitácora del capitán, fecha estelar 5/5/98 ( Dork #6, SLG Publishing, 1998)
6. Moléculas inestables ( Wizard #99, 1999 - Reimpreso en Dork #8, 2000)
7. La intervención ( Dork #9, SLG Publishing, 2001)
8. Como se ve en la televisión ( Dork #10, SLG Publishing, 2002)
9. Están muertos, están todos en problemas ( Dark Horse Presents Volumen 2, #12, 2012 - Reimpreso en House of Fun #1, Dark Horse Comics, 2013)
10. Este fan, este monstruo (Dark Horse Comics, 2014 - también conocido como The Eltingville Club #1 )
11. He aquí un epílogo (Dark Horse Comics, 2015 - también conocido como The Eltingville Club #2 )

- The Northwest Comix Collective ( Dork #6, SLG Publishing, 1998, considerada una versión de cómic alternativa del Eltingville Club)

### Colecciones
- El Club Eltingville De Comics, Ciencia-Ficción, Fantasía, Terror y Juegos de Rol (LA Cupula Ediciones, 2007)
- El Club Eltingville (Dark Horse Comics, 2016)

## Desarrollo
A Dorkin se le ocurrió la idea de Eltingville después de presenciar cómo el editor y autor de cómics Dan Vado recibía abusos mientras trabajaba con DC Comics .  Vado mató al popular personaje Ice mientras escribía Justice League America, lo que provocó que varios fanáticos le enviaran amenazas de muerte y mensajes de odio .  Dorkin publicó la primera tira de Eltingville en Instant Piano en 1994 y terminó escribiendo historias de seguimiento en el mundo de Eltingville durante un período de 20 años. Los personajes de Eltingville son una representación exagerada de varias personas que Dorkin conoce y también se inspiran en los gustos y experiencias del propio Dorkin como fanático, minorista y profesional.   Su objetivo es retratar a una base de fans que no "cambia ni evoluciona" para adoptar los cambios en la cultura geek, como la "creciente aceptación y auge del fandom", ya que ven su fandom como la totalidad de su identidad y ser. 
Dorkin ha recibido tanto elogios como críticas de los lectores por su descripción de los lectores de cómics y del fandom geek.    Sobre el humor de Eltingville, ha declarado: «Se supone que el humor es directo. Eltingville es un chiste, pero se supone que es incómodo. No se trata de fans adorables, tiernos y torpes, sino de los pequeños tiranos antisociales, egocéntricos y arrogantes que hacen del fandom un lugar menos divertido; los idiotas que amenazan de muerte a los creadores y de violación a las mujeres que escriben sobre sexismo en la industria de los videojuegos; los que se enfadan con la elección de un actor para interpretar a un personaje ficticio; los que discuten las trivialidades más ridículas como si realmente importaran; los que anteponen la fantasía a la realidad y no saben comportarse como seres humanos creíbles; se vuelven locos si se les reprende por ello. La mayoría de los fans no son así, pero en todos los aspectos de la vida, los trolls son los más ruidosos y orgullosos, y realmente lo destrozan todo». 

## Bienvenido a Eltingville
En octubre de 2001, se completó el trabajo de adaptación animada de las historias de Eltingville, titulada Bienvenido a Eltingville .  El episodio piloto se emitió en 2002 como parte del bloque de programación nocturna de Cartoon Network, Adult Swim, y adaptó la historia Bring Me the Head of Boba Fett .  La respuesta crítica al episodio piloto fue positiva,   pero el piloto no fue elegido para una serie completa. Dorkin ha declarado que si hubiera podido hacer el piloto nuevamente, habría delegado más trabajo y habría elegido una historia diferente para animar para el episodio, ya que habría mostrado una perspectiva más amplia de la serie y los personajes. 